# Station Turoszów Kopalnia Wąskotorowy
Station Turoszów Kopalnia Wąskotorowy is een spoorwegstation in de Poolse plaats Bogatynia (Turoszów).